# SDフィットネス
SDフィットネスは、SDエンターテイメントが運営しているフィットネスクラブの名称である。
株式会社ゲオディノス時代は「ゲオフィットネス」の名称で運営していたが、2014年にゲオディノスが健康コーポレーション（RIZAPグループ）の傘下となり、社名を「SDエンターテイメント」に変更したのに伴い、同年10月より「SDフィットネス」にブランド名を変更した。

## 概要
かつては株式会社ゲオの100%子会社で愛知県春日井市に本社を置く株式会社ゲオフィットネスが「ビッグバンスポーツ」および「ゲオフィットネス」を展開していたが、ゲオグループの再編により2009年（平成21年）10月1日に株式会社ゲオディノスに事業譲渡された。
その後、株式会社ゲオフィットネスは運営休止状態となっていたが、2010年（平成22年）8月1日をもって広告代理店業へ業態変更し、株式会社ゲオエージェンシーに商号を変更、2013年6月1日にゲオに吸収合併され消滅。

## 沿革
- 1982年（昭和57年）11月1日 - ビッグバンスポーツ株式会社として設立。
- 2005年（平成17年）6月  - 第三者割当増資により株式会社ヤマノホールディングスの連結子会社となる。
- 2007年（平成19年）3月30日 - 株式会社ゲオが株式会社ヤマノホールディングスよりビッグバンスポーツ株式会社の株式を譲受。
- 2008年（平成20年）4月1日 - 株式会社ゲオフロンティアの行っていたフィットネスクラブ事業をビッグバンスポーツ株式会社へ譲渡。同時に株式会社ゲオフィットネスに商号を変更。
- 2009年（平成21年）10月1日 - 株式会社ゲオフィットネスはフィットネス事業を株式会社ゲオディノスに事業譲渡し、休眠状態となる。
- 2010年（平成22年）8月1日 - 株式会社ゲオフィットネスは株式会社ゲオエージェンシーに商号を変更。
- 2014年（平成26年）10月 - ゲオフィットネスは「SDフィットネス」にブランド名を変更[1]。
- 2017年（平成29年）10月16日 - ディノス札幌白石内に「SDフィットネス+（プラス）札幌白石店」をオープン[3][4]。
- 2018年（平成30年）9月4日 - 宮城県大河原町に「SDフィットネスフォルテ大河原店」をオープン。

## 店舗
地域分けは公式サイトによる。
- G… - 旧ゲオフィットネスの施設
- B - 旧ビッグバンスポーツクラブの施設
- 無印 - 統合後に開業した施設

### 北海道・東北

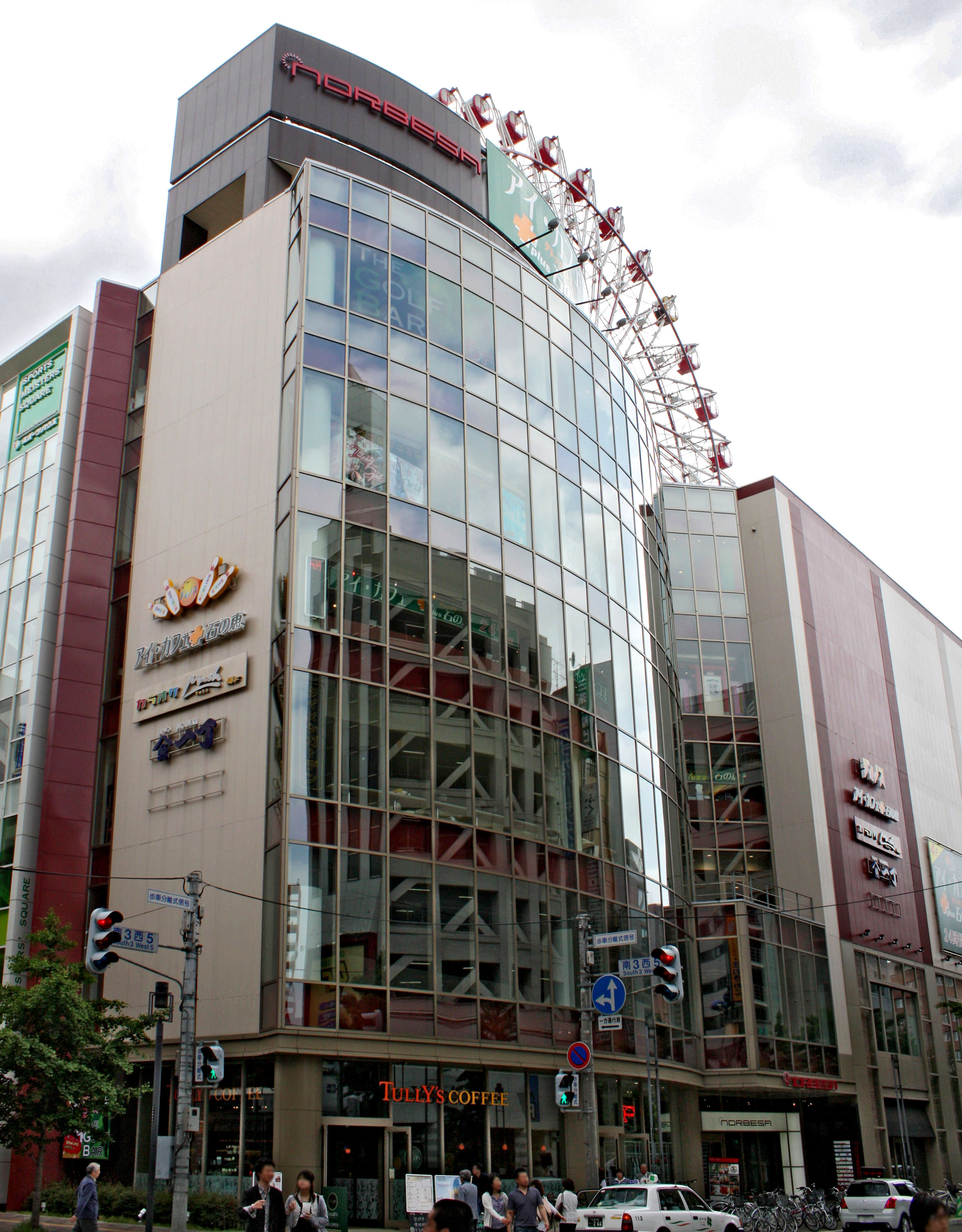
加圧スタジオBloomsが入るノルベサ（札幌市中央区）

| 店舗名                    | 所在地             | 併設施設          | 備考 |
| ------------------------- | ------------------ | ----------------- | ---- |
| SDフィットネス+札幌白石店 | 北海道札幌市白石区 | ディノス札幌白石  |      |
| 加圧スタジオBlooms        | 北海道札幌市中央区 | ノルベサ          |      |
| 青森浜田店                | 青森県青森市       | ドリームタウンALi | G    |
| 大河原店                  | 宮城県大河原町     | フォルテ          |      |

### 関東・信越
| 店舗名 | 所在地       | 併設施設                                 | 備考 |
| ------ | ------------ | ---------------------------------------- | ---- |
| 国立店 | 東京都国立市 | 国立せきやビル                           | G    |
| 旭店   | 千葉県旭市   | 旭サンモールショッピングセンター（近隣） | B    |
| 銚子店 | 千葉県銚子市 |                                          | B    |

### 東海・北陸
| 店舗名   | 所在地       | 併設施設                         | 備考 |
| -------- | ------------ | -------------------------------- | ---- |
| 富士店   | 静岡県富士市 |                                  | G    |
| 可児店   | 岐阜県可児市 |                                  | G    |
| 桑名店   | 三重県桑名市 | 星川ショッピングタウンサンシティ | G    |
| 津藤方店 | 三重県津市   |                                  | G    |

### 関西・九州・沖縄

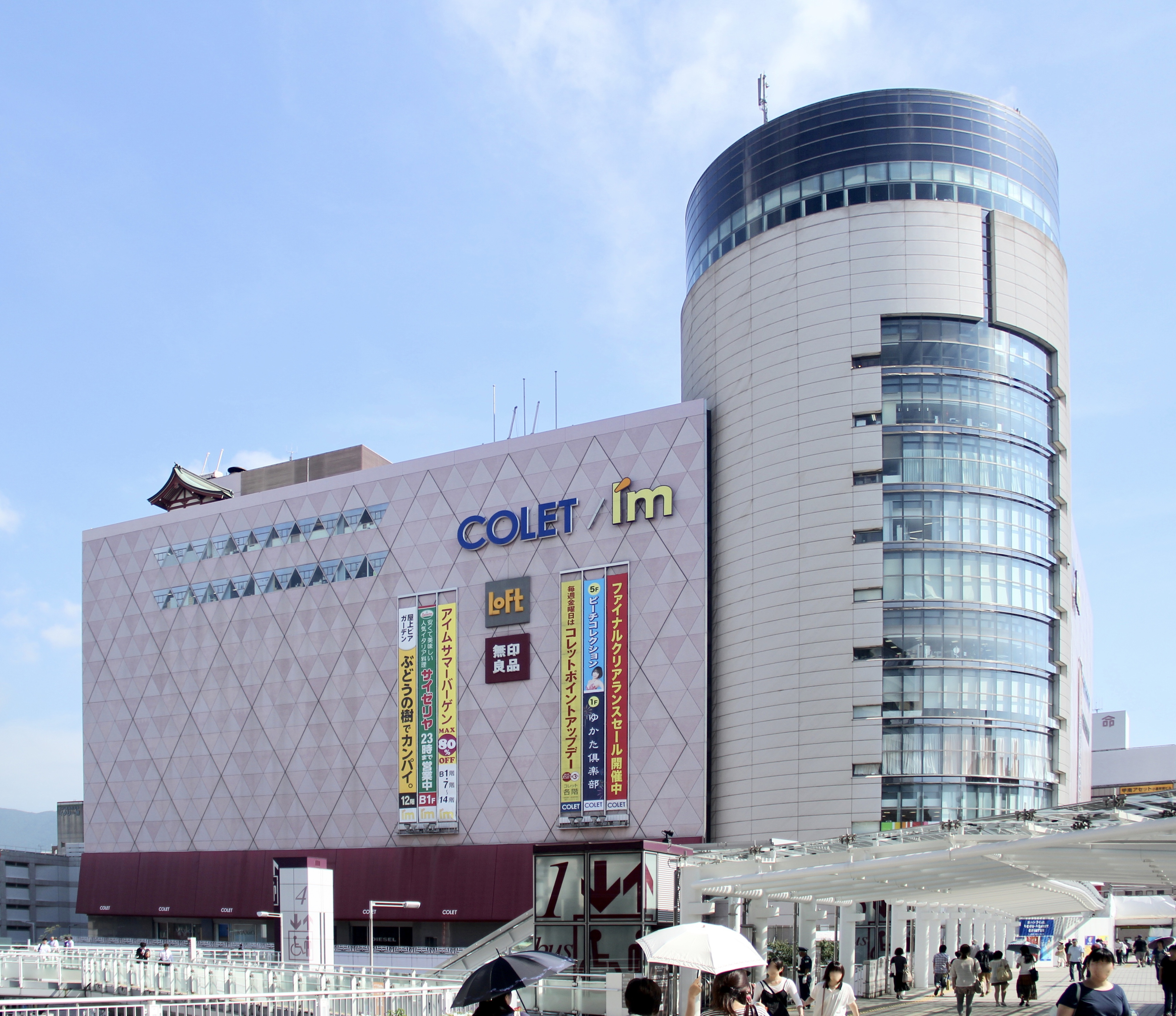
北九州市小倉北区に所在するコレット。この10階にSDフィットネス小倉店（旧・ビッグバンスポーツクラブ小倉店）がある。

| 店舗名   | 所在地                 | 併設施設                   | 備考                                 |
| -------- | ---------------------- | -------------------------- | ------------------------------------ |
| 福知山店 | 京都府福知山市         | さわやかジャパン福知山東店 | G                                    |
| 小倉店   | 福岡県北九州市小倉北区 | セントシティ               | B ホットヨガスタジオ・ハーティー併設 |
| 小倉南店 | 福岡県北九州市小倉南区 |                            | G                                    |

## 閉鎖した店舗
- ゲオフィットネス 神田店

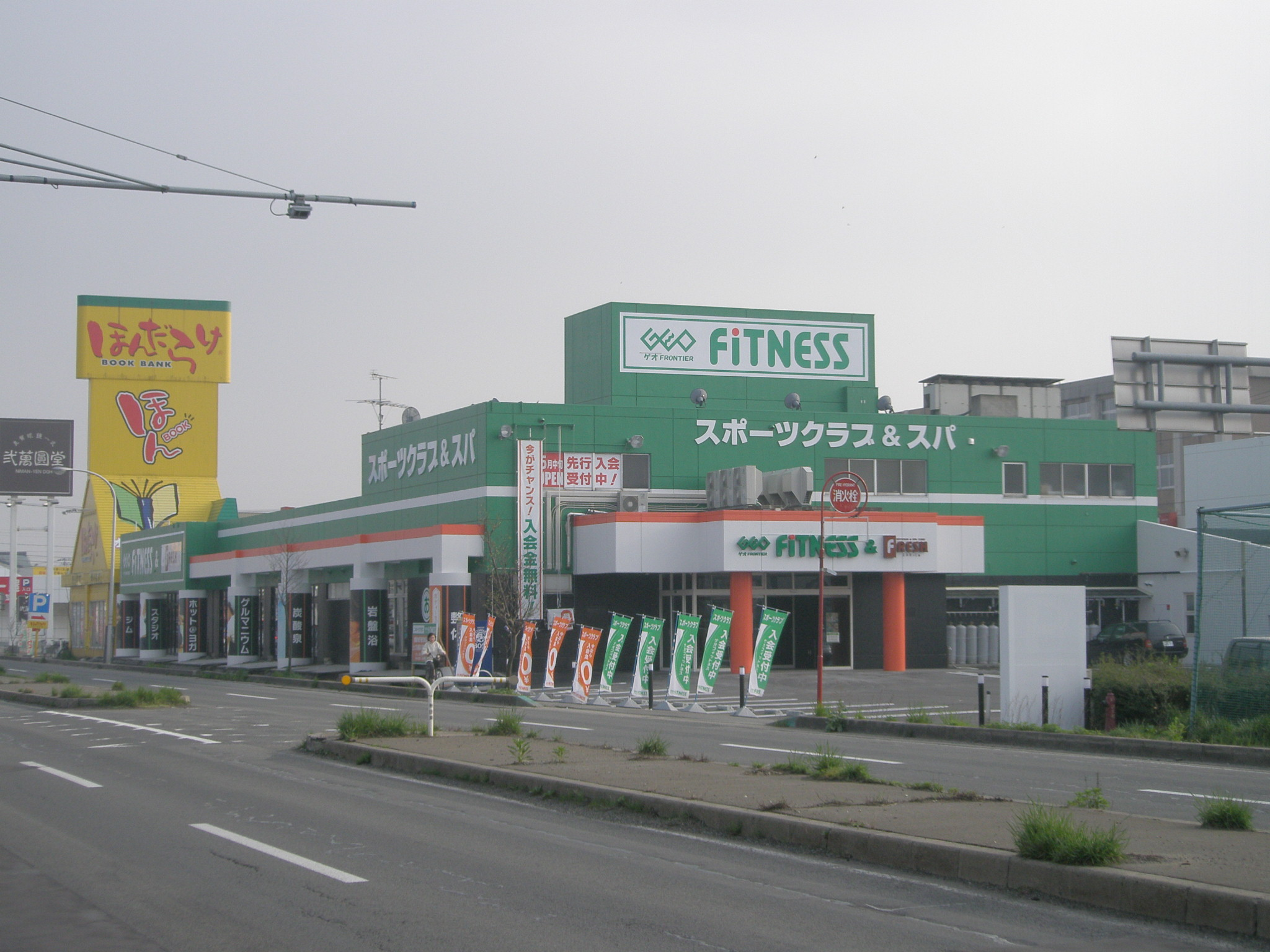
ゲオフィットネス秋田広面店（後のSDフィットネス365秋田広面店）

- ビッグバンスポーツクラブ 町田店 （現在のNAスポーツクラブA-1町田店）
- ビッグバンスポーツクラブ新所沢店（埼玉県所沢市、新所沢PARCO内）
- SDフィットネスクラブ郡山店
- SDフィットネス365秋田広面店 - 2023年7月15日の記録的大雨により浸水。被害が大きいためそのまま閉店[5]。